# عبد الرحيم الحمراوي
عبد الرحيم الحمراوي (مواليد 11 سبتمبر 1960، الدار البيضاء) لاعب كرة قدم مغربي دولي، شغل مركز مهاجم في نادي الرجاء الرياضي والمنتخب المغربي.
يعتبر الحمراوي من أفضل اللاعبين المغاربة في جيله، وأحد أفضل المهاجمين في تاريخ نادي الرجاء الرياضي، حيث لعب طوال مسيرته الكروية هناك.

## مسيرته

### مع الرجاء
كان والده، أحمد الحمراوي، لاعبا للرجاء الرياضي في الخمسينيات. انضم عبد الرحيم الحمراوي إلى فئة الصغار للرجاء عام 1973. ثم انتقل إلى فئتي الناشئين والشباب، قبل أن ينضم في عام 1982 إلى الفريق الأول، الذي كان يدربه حينها حومان جرير. كان المدرب المغربي محمد العماري هو الذي عرض عليه، سنة 1983، فرصة أن يصبح لاعبًا أساسيًا ويلتقي بنجوم النادي في ذلك الوقت، ولا سيما عبد المجيد الظلمي ومحمد البكاري ومصطفى الحداوي.
في 17 يوليو 1988، ساهم عبد الرحيم في فوز الرجاء بلقب البطولة المغربية لموسم 1987-1988، بعد تسجيله هدفا مهما في المباراة قبل الأخيرة من البطولة. كان ذلك في ملعب عبد القادر علام، حيث حفر الحمراوي اسمه في تاريخ الرجاء بعد أن سجل هدف الفوز أمام اتحاد سيدي قاسم، في مباراة انتهت بنتيجة 1-0، والتي أتاحت للنادي الفوز بأول لقب للبطولة على حساب الكوكب المراكشي الثاني في الترتيب. وبعد عام، فاز اللاعب مع الرجاء بكأس أفريقيا للأندية البطلة 1989.
في عام 1990، خلال مباراة في البطولة المغربية ضد حسنية أكادير، تعرض لإصابة خطيرة تمثّلت في كسر ثلاثي في الفك تطلب ثمانية أشهر من العلاج وجراحة ناجحة. بعد شهور قليلة من خسارة نهائي كأس العرش أمام نادي الأولمبيك البيضاوي في 11 يناير 1993، أنهى مسيرته الرياضية سنة 1994. وهي الفترة التي كان فيها الفريق الأخضر محتضنا من طرف شركة استغلال الموانئ «لوديب» (ODEP)، الشركة المختصة في الموانئ، لتُقرر دمج الحمراوي في وظيفة بالشركة المذكورة، توازي قيمة الدبلوم الذي يتوفر عليه في شعبة الاقتصاد.
حافظ الحمراوي على وظيفته في الشركة قبل أن يصبح مديرا للموارد البشرية في الوكالة الوطنية للموانئ الفرع المنشق عن «لوديب»، ناهيك عن اشتغاله في فترات متقطعة مع الرجاء كمسؤول تقني، حيث منح وظيفة مدير ملعب تيسيما ‏، وفي الفترة الثانية لما اشتغل منسقا مع فتحي جمال، حينما كان الأخير مديرا تقنيا للرجاء نهاية تسعينات القرن الماضي وبداية الألفية الثالثة، وهي الحقبة التي اكتشف فيها الطرفان (جمال وعبد الرحيم) العديد من المواهب التي كانت سببا في حصد العديد من الألقاب.

### مع المنتخب الوطني
بدأت مسيرة عبد الرحيم الحمراوي الدولية مع منتخب الناشئين، ثم انضم إلى فريق الشباب عام 1983، قبل أن ينضم إلى المنتخب الأول عام 1985.
تم اختيار الحمراوي من قبل المدرب المهدي فاريا للمشاركة في مونديال المكسيك 1986، لكن تزامن توقيت كأس العالم مع الفترة نفسها لامتحانات الكلية، حيث كان لديه آخر امتحان ليحصل على إجازته في الاقتصاد. وبدافع تمثيل المنتخب المغربي في المونديال، قرّر تقديم طلب إلى عميد كلية الاقتصاد والعلوم القانونية في الدار البيضاء حتى تُعاد جدولة الامتحانات لنهاية العام. تسلسل الأحداث كان مُخيّبا للآمال بالنسبة للشاب الحمراوي، فبينما قبلت الكلية طلبه، قررت الجامعة الملكية المغربية لكرة القدم، خلافا لكل الانتظارات، رفض طلب اللاعب. وقد رفضت لجنة التحقيق بالجامعة - برئاسة إدريس باموس في ذلك الوقت - طلبه خوفًا من تمهيد الطريق أمام قضايا مماثلة في المستقبل. لينسحب الحمراوي من القضية دون إثارة الجدل، ويجتاز امتحاناته ثم يحصل على الإجازة.
شارك عبد الرحيم الحمراوي في كأس الأمم الأفريقية 1988، حيث احتل المنتخب المغربي المركز الرابع في تلك البطولة.

## الألقاب
الرجاء الرياضي: (3 ألقاب)
- دوري أبطال أفريقيا (1)
  - اللقب في نُسخة 1989
- البطولة المغربية: (1)
  - اللقب عام 1988
  - الوصافة في أعوام 1986 و1992 و1993
- كأس العرش: (1)
  - اللقب عام 1982
  - الوصافة في عامي 1983 و1992

## روابط خارجية
- عبد الرحيم الحمراوي على موقع ناشيونال فوتبول تيمز (الإنجليزية)
- عبد الرحيم الحمراوي على موقع عالم كرة القدم.نت (الإنجليزية)